# Eugene Woldemar Hilgard

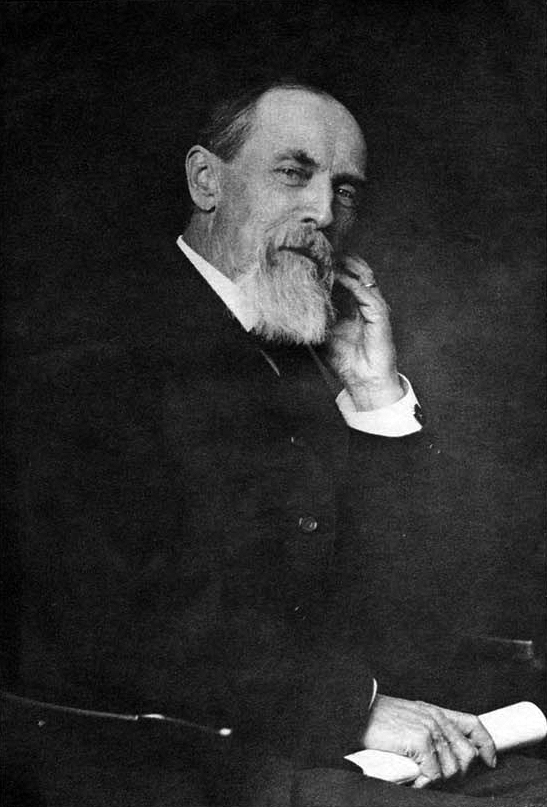
Eugene Woldemar Hilgard

Eugene Woldemar Hilgard (* 5. Januar 1833 in Zweibrücken, Pfalz; † 8. Januar 1916 in Berkeley, Kalifornien) war ein amerikanischer Bodenkundler, Geologe und Agrarwissenschaftler deutscher Herkunft. Er lehrte ab 1875 als Professor für landwirtschaftliche Chemie an der Universität Berkeley (Kalifornien) und hat über mehrere Jahrzehnte die Entwicklung der internationalen Bodenkunde nachhaltig geprägt.

## Leben und Wirken
Eugene Woldemar Hilgard kam als Kind mit seinem Vater, dem Juristen Theodor Hilgard, und neun Geschwistern, darunter Julius Hilgard, in die Vereinigten Staaten und verbrachte seine Jugendzeit auf der elterlichen Farm in Belleville in Illinois. 1849 kehrte er nach Deutschland zurück und studierte Naturwissenschaften mit dem Schwerpunkt Chemie an der Universität Heidelberg. 1854 wurde er dort mit einer Dissertation über die Gase einer Kerzenflamme zum Dr. phil. promoviert. Ab 1855 arbeitete er als Assistent des neuen Staatsgeologen Prof. Lewis Harper (ebenfalls ein deutscher Auswanderer) im Mississippi-Delta, kartierte dort landwirtschaftliche Nutzflächen und untersuchte deren Eignung für den Anbau von Baumwolle. 1860 veröffentlichte er als Harpers Nachfolger im Amt einen Report über die Geologie und Agrikultur des Staates Mississippi. Der Amerikanische Sezessionskrieg (1861–1865), an dem er teilnahm, unterbrach seine wissenschaftliche Tätigkeit.
Von 1866 bis 1872 lehrte Hilgard das Fachgebiet Chemie, später auch Geologie und Botanik an der Universität Mississippi. Es folgte eine zweijährige Tätigkeit als Professor für Geologie und Naturgeschichte an der Universität Michigan. Bereits 1872 zählte Hilgard zu jenen Personen, die in den USA vor den ökologischen, sozialen und ökonomischen Folgen von starker Bodenerosion warnte. In einer Rede vor der Mississippi Agricultural and Mechanical Fair Association warnte Hilgard davor, dass die Umwandlung der Great Plains in Ackerland nur kurzfristigen Wohlstand verspreche und eine unüberlegte Bodennutzung ähnlich katastrophale Folgen für die Vereinigten Staaten haben könne, wie sie es für das Römische Reich hatte:

„In einem ländlich geprägten Gemeinwesen ist die grundlegenden Voraussetzung für anhaltenden Wohlstand [...] der Erhalt der Fruchtbarkeit des Bodens. [...] Die Folge von Bodenerschöpfung ist ganz einfach Entvölkerung – die Bevölkerung versucht durch Abwanderung oder kriegerische Auseinandersetzungen das Auskommen zu finden, das ihnen die unfruchtbar gewordenen Böden ihrer Heimat verwehren. [...] Bewaffnet mit neuen, besseren Pflügen, braucht es nur kurze Zeit, um den Boden zu „ermüden“, den man gerade erst zu kultivieren begonnen hat. [...] Wenn wir mit diesem Naturerbe nicht vernünftiger umgehen, werden die Chickasaw und Choctaw zu Recht fragen, warum ihnen ihre wunderbaren parkähnlichen Jagdgründe von einer anderen Rasse mit der Begründung genommen wurden, dass sie ihr Land nicht in der Weise nutzten, die der Schöpfer vorgesehen habe. [...] Bei ihrer Art der Bewirtschaftung hätte das Land ewig so bestanden. So wie wir es jetzt bearbeiten wird es weniger als ein Jahrhundert dauern, bis wir es auf den Zustand der Campagna Romana heruntergewirtschaftet haben.“

Die 1930er Jahre bestätigten die Vorhersage Hilgards. Nachdem große Teile der Great Plains in Ackerland umgewandelt wurden, führte eine länger anhaltende Dürre zu schweren Staubstürmen. Während der Zeit der Dust Bowl verließen Millionen Menschen die Great Plains. Die Zahl der Farmer, die sich zur Abwanderung gezwungen sahen, weil nach diesen Staubstürmen auf ihrem Land kein Anbau mehr möglich war, wird auf rund 750.000 geschätzt.
Von 1875 bis zu seinem Tode im Jahre 1916 war er Professor für Landwirtschaftschemie an der renommierten Universität Berkeley (Kalifornien).
In Berkeley gründete Hilgard eine landwirtschaftliche Versuchsstation (Agricultural Experiment Station) und wurde alsbald die treibende Kraft, solche auf die landwirtschaftliche Praxis hin orientierten Forschungseinrichtungen in allen amerikanischen Bundesstaaten einzurichten. Der Schwerpunkt seiner eigenen wissenschaftlichen Arbeiten waren Studien zur Genese, Klassifikation, Nutzung und Melioration von Alkaliböden. Seine Forschungsergebnisse publizierte er bis ins hohe Alter auch in deutscher Sprache in deutschen Fachzeitschriften. Über Jahrzehnte pflegte er enge fachliche Kontakte mit deutschen Agrarwissenschaftlern, u. a. mit dem in München wirkenden Agrikulturphysiker Ewald Wollny.
Das Wissen um die wissenschaftliche Bodenkunde hat Hilgard in einem fundamentalen Lehr- und Handbuch zusammengefasst. Es erschien unter dem Titel Soils. Their Formation, Properties, Composition, and Relations to Climate and Plant Growth in the Humid and Arid Regions. Der ersten Auflage von 1906 folgten bis 1912 mehrere Reprint-Ausgaben und 1930 posthum ein letzter Nachdruck. Dieses Werk galt jahrzehntelang als ein internationales Standardwerk der wissenschaftlichen Bodenkunde und die Fachkollegen platzierten Hilgard in die Reihe der bedeutendsten Bodenkundler seiner Zeit. Hilgard war Ehrendoktor der Universitäten von Mississippi, Columbia, Michigan und Berkeley. 1872 wurde er in die National Academy of Sciences, 1904 in die American Academy of Arts and Sciences gewählt.

## Publikationen (Auswahl)
- Beitrag zur Kenntniß der Lichtflamme. Diss. phil. Heidelberg 1854.
- Report on the Geology and Agriculture of the State of Mississippi. E. Barksdale, State Printer, Jackson 1860.
- Ueber den Einfluß des Kalkes als Bodenbestandtheil auf die Entwickelungsweise der Pflanzen. In: Forschungen auf dem Gebiete der Agrikultur-Physik Bd. 10, 1888, S. 185–195.
- A Report on the Relations of Soil to Climate. U.S. Department of Agriculture. Weather Bureau. Bulletin No. 3. Washington 1892.
- Die Zuckerrübenkultur auf Alkaliböden. In: Die landwirthschaftlichen Versuchs-Stationen Bd. 45, 1895, S. 423–432.
- Soils. Their Formation, Properties, Composition, and Relations to Climate and Plant Growth in Humid and Arid Regions. The Macmillan Company New York 1906; Reprint-Ausgaben: 1907, 1910, 1912 und 1930.

## Einzelbelege
1. ↑   Eugene W. Hilgard: Report on the Geology and Agriculture of the State of Mississippi. Barksdale, Jackson (Mississippi), 1860
2. ↑  zitiert nach David R. Montgomery: Dirt - The Erosion of Civilizations. 2012 (siehe Literatur), S. 189. Im Original lautet das Zitat: In an agricultural commonwealth, the fundamental requirement of continued prosperity is [...] that the fertility of the soil must be maintained [...] The result of the exhaustion of the soil is simply depopulation; the inhabitants seeking in emigration, or in conquest, the means of subsistence and comfort denied them by a sterile soil at home. [...] Armed with better implements of tillage it takes but a short time to “tire” the soil first taken in cultivation. [...] If we do not use the heritage more rationale, well might the Chickasaws and the Choctaws question the moral right of the act by which their beautiful parklike hunting grunds were turned over to another race, on the plea that they did not put them to the uses for which the Creator intended them. [...] Under their system these lands would have lastet forever; under ours, as heretofore practiced, in less than a century more the State would be reduced to the condition of the Roman Campagna. Originalquelle: Eugene W. Hilgard: Address on progressive agriculture, and industrial education, delivered before the Mississippi agricultural and mechanical fair association, at Jackson, November 14th, 1872. Jackson (MS) 1873 (Volltext auf HathiTrust).
3. ↑  David R. Montgomery: Dirt - The Erosion of Civilizations. 2012 (siehe Literatur), S. 152

| Personendaten    | Personendaten                                            |
| ---------------- | -------------------------------------------------------- |
| NAME             | Hilgard, Eugene Woldemar                                 |
| ALTERNATIVNAMEN  | Hilgard, Eugene W.                                       |
| KURZBESCHREIBUNG | deutscher Bodenkundler, Geologe und Agrarwissenschaftler |
| GEBURTSDATUM     | 5. Januar 1833                                           |
| GEBURTSORT       | Zweibrücken, Pfalz                                       |
| STERBEDATUM      | 8. Januar 1916                                           |
| STERBEORT        | Berkeley, Kalifornien                                    |